# Zelei Miklós
Zelei Miklós (Kiskunhalas, 1948. november 8. – Budapest, 2021. október 28.) magyar költő, író, újságíró.
Ő is egyike volt azoknak, akik szorgalmazták a Kisszelmenc (Ukrajna) és Nagyszelmenc (Szlovákia) közötti határon álló kapu kinyitását. A kettézárt falu c. szociográfiai dokumentumregénye arról szól, miként választották szét országhatárral ezt az eredetileg magyarországi kis települést.
Zelei Miklós költői, írói világában helyet kap a valóság abszurditásainak megjelenítése és szürrealisztikus ábrázolása.

## Életpályája
Édesanyja Gress Jolán, édesapja Zelei Dezső, postahivatal-vezető. Kisgyermekkorát Kiskunmajsán, majd Nagybaracskán töltötte.
Általános iskolai tanulmányait Szegeden kezdte 1955-ben, majd Mezőkovácsházán folytatta. 
A Toldy Ferenc Gimnáziumba került Budapestre, majd gimnáziumi tanulmányait Battonyán folytatta.
A Battonyán töltött években, 16-17 éves korában Békésmegyei Népújságnak kezdett tudósítóként dolgozni. Battonya már szinte rajta van a magyar-román határon, itt már tudatosult számára, hogy mit jelent a határ.
A Juhász Gyula Tanárképző Főiskolán magyar–orosz szakos oklevelet szerzett 1973-ban. A főiskolai évek alatt fontos kapcsolatai alakultak, mint például Ilia Mihály irodalomtörténésszel.
A Magyar Újságírók Országos Szövetsége újságíró iskolájában, 1977-ben újságírói oklevelet szerzett.
1973–75: az APN hírügynökségnél kontrollszerkesztő Budapesten.
1975–78: szabadúszó, Budapesti Közlekedési Hírlap, munkatárs.
1978–86: Magyar Hírlap kulturális rovat, munkatárs.
1986–91: Látóhatár (folyóirat), Képes 7 (hetilap) szerkesztő.
1991–96: Délmagyarország, főmunkatárs.
1996. január – 2006. november: vállalkozói formában dolgozó író, újságíró.
2006. november – 2008. január: Magyar Hírlap: főszerkesztő-helyettes, vezető szerkesztő, főmunkatárs.
2008-tól: szabadúszó író, színpadi szerző.

## Tevékenység szakmai szervezetekben
1998 márciusától tagjának választotta a kolozsvári Korunk szerkesztői tanácsa, 2014 júniusáig volt a folyóirat budapesti munkatársa.
1998 novemberétől Az Irodalom Visszavág című irodalmi és kritikai folyóiratot szerkesztette többedmagával, a lap 2005-ös megszűnéséig.
Írásai mértékadó hazai és határon túli folyóiratokban jelentek meg.
Több tanulmánykötet szerkesztésében vett részt (Platon, Pro Minoritate, Méry Ratio kiadók).

## Egyszerzős kötetei
- Alapítólevél. [Versek]. A fedél Váczy János Tamás munkája. Budapest : Kozmosz, 1980. ISBN 9632113683
- Híd. Ilia Mihálynak ajánlom ezt a könyvet. Budapest : Szépirodalmi Könyvkiadó, 1984. ISBN 9631525724
- Ágytörténetek. Jak füzetek 35. Budapest : Magvető, 1988. ISBN 9631413330
- Hullaciróka : elbeszélések. Pozsony : Kalligram, 1998. ISBN 8071491780
- Itt állunk egy szál megmaradásban : publicisztikai írások : 1989–2000. Szeged : Délmagyarország, 2000. ISBN 9637258353
- A kettézárt falu : dokumentumregény. Adolf Buitenhuis fényképeivel. Ister, Budapest, 2000 ; 2. kiad.: Ister, Budapest, 2001. ISBN 9639243043
- Álljon fel! Budapest : Új Mandátum Könyvkiadó, 2003. ISBN 9639494127
- A halasi norma : Nagy Szeder István regényes élete. Budapest : GM&Társai Kiadó, 2003. ISBN 9632125371
- Hat vita; szerk. Zelei Miklós, Simon Adrienn, Janox; Platon, Bp., 2005 (Posztmodern könyvek). ISBN 9632143671
- A 342-es határkő : negyedszázad Kárpátalján. Kiad. a Kárpátaljai Magyar Kulturális Szövetség, 2006. (CD melléklettel) ISBN 9667670260
- Egyperces évszázad. In memoriam Örkény István novellapályázat / Abszurd flikk-flakk. Grafikai illusztrációk Örkény István szellemében; szerk. Zelei Miklós; Újbudai Kulturális Intézet, Bp., 2012. ISBN 9789638964106
- Situs inversus, az Isten balján; Korunk–Komp-Press, Kolozsvár, 2013. ISBN 9789731960500
- A kettézárt falu. Dokumentumregény; 3. jav., bőv. kiad.; Kortárs, Bp., 2017. ISBN 9789634350064
- Gyilkos idők. Epikus improvizációk; Kortárs Könyvkiadó, Bp., 2020 (Kortárs próza). ISBN 9789634350729
- Egy csikk búcsúszavai; Kortárs Könyvkiadó, Bp., 2022, Posztumusz kiadás (Kortárs próza). ISBN 9789634351191

## Gazsó L. Ferenccel közösen írt kötetek
- Gazsó L. Ferenc–Zelei Miklós: Szépséghibák; Gazsó L. F.–Zelei M., Bp., 1986. ISBN 9635005369
- Gazsó L. Ferenc–Zelei Miklós: A tolvajkulcs; Data Manager, Bp., 1988. ISBN 9630254816
- Gazsó L. Ferenc–Zelei Miklós: Tűz is volt, babám! Alapszerv Kárhelyen, 1957-58; Tudósítások, Bp., 1989. ISBN 9630268302
- Gazsó L. Ferenc–Zelei Miklós: Őrjítő mandragóra. Bevezetés a politikai pszichiátriába; Pallas, Bp., 1989. ISBN 9632722736 (politikai bűncselekmények börtönbüntetések)
- Gazsó L. Ferenc–Zelei Miklós: Az elrabolt emberöltő; Képes 7 Könyvek, Bp., 1990. ISBN 9630278170
- Gazsó L. Ferenc–Zelei Miklós: Dübörög a senki földje; Innomark, Bp., 1990. ISBN 9630282062 (Bács-Kiskun megye, 1980-as évek, interjúk a politikai elittel)
- Gazsó L. Ferenc–Zelei Miklós: Őrjítő mandragóra. Bevezetés a politikai pszichiátriába; 3. jav., bőv. kiad.; L'Harmattan, Bp., 2012. ISBN 9789632365657
- Gazsó L. Ferenc–Zelei Miklós: Az elrabolt emberöltő. Bara Margit, Kahler Frigyes, Mérő László; előszó Pethő Sándor; 2. bőv. kiad.; L'Harmattan., Bp., 2014. ISBN 9789632369075

## Színpadi művek
- 2011. március 27.: A XVI. Magyar Drámaíró Verseny (Békéscsaba) szakmai nyertese A sivatag rózsája című darabbal
- 2012. a Békéscsabai Jókai Színház egyfelvános drámapályázatának egyik nyertese a Situs inversus. Az Isten balján című darabbal. Előadások: Szarvas, felolvasószínház, 2012. július 12, Kulti-Csontváry Művészeti Udvarház, 2014. december 13. Békéscsabai Jókai Színház Ibsen Stúdiószínháza, 2015. november 20.
- 2013. július 25. Zoltán újratemetve – ősbemutató. Rendezte: Vidnyánszky Attila. A Nemzeti Színház (2014. november 17-től), a Beregszászi Illyés Gyula Magyar Nemzeti Színház (Kárpátaljai Megyei Magyar Drámai Színház) és a Zsámbéki Színházi Bázis produkciójában. A kettézárt falu történetének színpadi megjelenítése
- 2014. december 13. Az Isten balján. Situs inversus – ősbemutató. Rendezte: Köllő Miklós. Csontváry Művészeti Udvarház, Újbuda. Következő bemutató: 2015. november 20., ugyancsak Köllő Miklós rendezésében: Békéscsabai Jókai Színház (Rádiós megvalósítása: Kossuth Rádió, Éjszakai Színház 2017. Rendező: Tasnádi Márton)
- 2015. április 13. Karkithemia, Békéscsabai Jókai Színház.
- 2016. november 3. Hubertusz – ősbemutató. Rendezte: Berettyán Nándor. Beregszászi Illyés Gyula Magyar Nemzeti Színház előadása (közös produkcióban a budapesti Gózon Gyula Kamaraszínházzal)
- 2020. február 16., március 14. Vendégség – ősbemutató. A dráma egyedi, tematikus feldolgozása négy tételben. Rendező: Léner András. Rózsavölgyi Közösségi Ház. A Covid19 járvány miatt a sorozat megszakadt.

## Egyéb munkáiból
- Vadszonettek koszorúja / Buharaj Ravil ; [szerk. Körmendi Lajos] ; Bráda Tibor rajz. Szolnok : Jászkunság Szerkesztőség, 1993. A bevezetőt Zelei Miklós írta. ISBN 963-02-9442-7
- Szép zöld ágaikról zöld levelek hullnak : Beszélgetés Domokos Pál Péterrel / Zelei Miklós in Múltbanéző : Tanulmányok / Domokos Pál Péter ; [szerk. és sajtó alá rendezte Fazekas István] Budapest : Magvető, 1990. ISBN 963 14 1621 6

### Dokumentumműsor
Kárpátaljai magyarok a Vörös Hadseregben. Dokumentum-hangjáték 2 részben, Kossuth Rádió.
- Első rész: 1996. május 1. 14.35
- Második rész: 1996. május 3. 14.35

A kettézárt falu. Dokumentum-hangjáték Kisszelmencről és Nagyszelmencről 4 részben, Kossuth Rádió.
- Első rész: 2005. április 3. 18.30
- Második rész: 2005. április 10. 18.30
- Harmadik rész: 2005. április 17. 18.30
- Negyedik rész: 2005. április 24. 18.30

### Dokumentumfilm
- Mese a demokráciáról; forgatókönyv (Rendezte: Eleini Sonia, Fórumfilm 2002. Bemutató tévében és moziban 2002 őszén)
- Sántha-iskola: Dr. Sántha Kálmán életéről és munkásságáról. Szerkesztő-riporter. Bemutató: m2, 2007. január 3. 15.30
- Ezenkívül jónéhány Kis- és Nagyszelmencről szóló dokumentumfilm, adásanyag, rádióriport készítésében dolgozott.

## Díjak, kitüntetések
- Móricz Zsigmond-ösztöndíj (1977, 1978)
- Pro Literatura díj (2000)
- A Magyar Nemzetért elismerő oklevél (2006)
- A Magyar Érdemrend lovagkeresztje (2013)
- Külhoni Magyarságért Díj (2016)